# Пайгамов, Алиджан
Алиджан Пайгамов — советский хозяйственный, государственный и политический деятель.

## Биография
Родился в 1926 году. Член КПСС.
С 1942 года — на хозяйственной, общественной и политической работе. В 1942—1987 гг. — учитель, директор школы № 18 Кокандского района, первый секретарь Кокандского райкома комсомола, секретарь Кокандского райкома партии, председатель Кокандского райисполкома, заместитель управляющего межрайонной конторой «Узторзаготплодтрест», председатель колхоза, директор совхоза, первый секретарь Узбекистанского райкома КП Узбекистана, первый секретарь Ленинградского райкома КП Узбекистана (1985—1987).
Избирался депутатом Верховного Совета Узбекской ССР 8-го, 9-го, 10-го созывов.
Умер после 1987 года.